# Bandera de Vizcaya
La bandera de Vizcaya es el símbolo vexilológico oficializado por la Diputación Foral de Vizcaya y las Juntas Generales de Vizcaya. Compuesta por el Escudo de Vizcaya sobre fondo carmesí. Oficialmente la Norma foral 12/1986 de 15 de diciembre la define así:

La bandera de Bizkaia es la tradicional de color carmesí, figurando en el centro de la misma el Escudo del Territorio Histórico de Bizkaia.

El color carmesí es utilizado a menudo por las instituciones medievales pertenecientes a la Corona de Castilla.

## Historia
Vizcaya no tuvo bandera oficial hasta la establecida en 1986, si bien en las Actas de Tierra Llana (25 de enero de 1596) se dice: "Y por el consiguiente, atento que no se halla la bandera deste dicho Señorío, se hordeno que en buscalla se hagan las diligencias necesarias, e que del primer repartimiento se haga una bandera nueva con las armas de Vizcaya". El folio 282 del Regimiento del Señorío, 30 de septiembre de 1596, dice así: «Otrosí atento que no se halla la bandera del Señorío, se ordenó y mandó que Ortuño de Alcíbar, síndico general del dicho Señorío, a costa dél haga una nueva buena con las armas reales de su majestad, por una parte, y por la otra con las del Señorío, y que ambas vayan bordadas y labradas con mucha curiosidad». Parece que al menos desde el siglo XVI se presentaba el escudo del Señorío de Vizcaya sobre fondo carmesí en forma de bandera o pendón. Probablemente ya los Haro utilizaran un pendón carmesí en tanto que nobles castellanos. La Crónica General de España dice que en la Batalla de las Navas de Tolosa (1212) el señor de Vizcaya, Diego II López de Haro, portaba un pendón que se semejaba al de Madrid. Este mismo señor lideró la toma de Baeza el 30 de noviembre de 1227, día se San Andrés, motivo por el cual le fueron concedidas las aspas del escudo vizcaíno.
Fue en el ámbito naval en el que se encontraron otras relevantes representaciones.  En la Edad Moderna, Vizcaya contaba con un pabellón naval propio para sus naves, de color rojo con un aspa de Borgoña de color blanco. Aparece en el manual de William Downman (1695-6), la lámina de B. Lens (1700) y en las acuarelas de la villa de Bilbao realizadas por Richter y Thomas Moroni, a finales del siglo XVIII, conservadas en Museo Vasco de Bilbao. Del mismo modo, las embarcaciones del Consulado de Bilbao, creado en 1511, utilizaban la Cruz de Borgoña roja en fondo blanco.
En el siglo XIX existieron diversas representaciones, unas veces asociando Vizcaya al blanco y otras al rojo. Finalmente, los hermanos Sabino y Luis Arana incorporarían esos colores a la ikurriña que confeccionaron en 1894 para Vizcaya y que acabaría siendo símbolo del País Vasco. Los Arana tomaron el rojo (gules) del fondo del escudo y el blanco (plata) de la cruz del roble. Sin embargo, invirtieron los colores, ya que según el heraldista Juan Carlos de Guerra, la cruz del roble de Guernica sólo aparece a partir de 1643 y era roja, siendo el fondo plata. El aspa verde lo añadirían por la mítica Batalla de Arrigorriaga que, según ellos, se celebró el 30 de noviembre de 888, día de San Andrés.

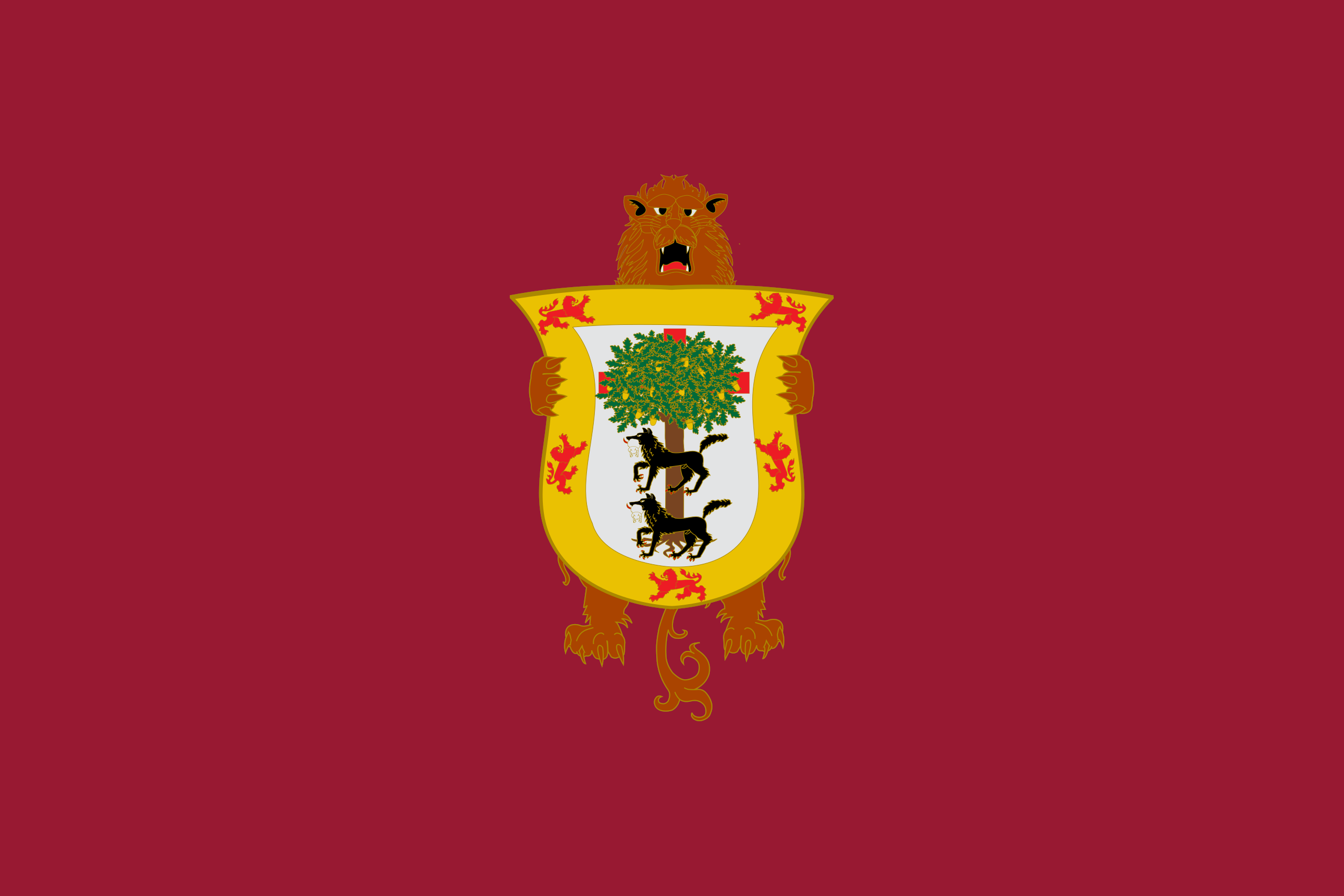
Bandera del Señorío de Vizcaya.
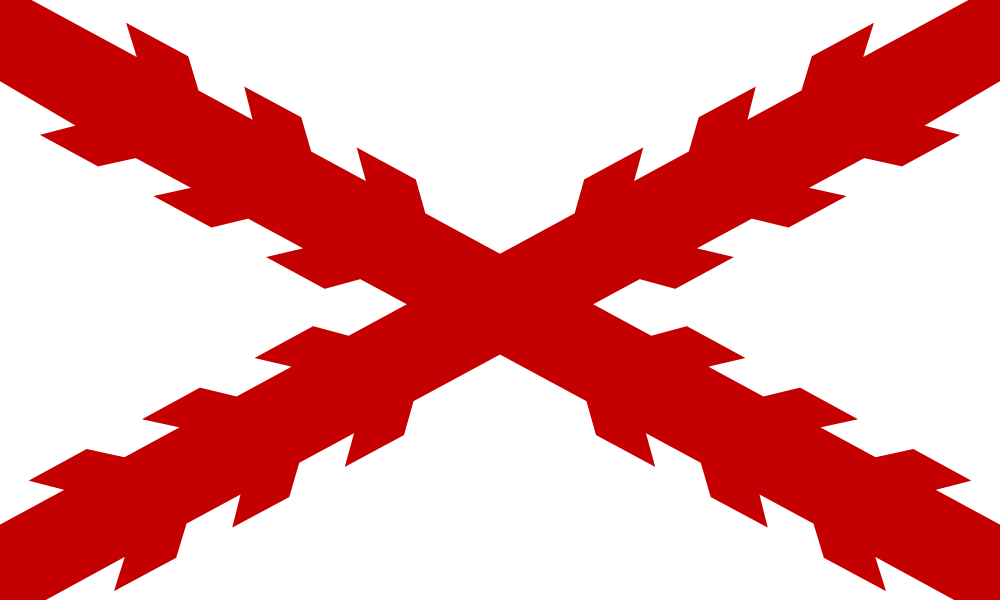
Cruz de Borgoña utilizada por el Consulado de Bilbao.
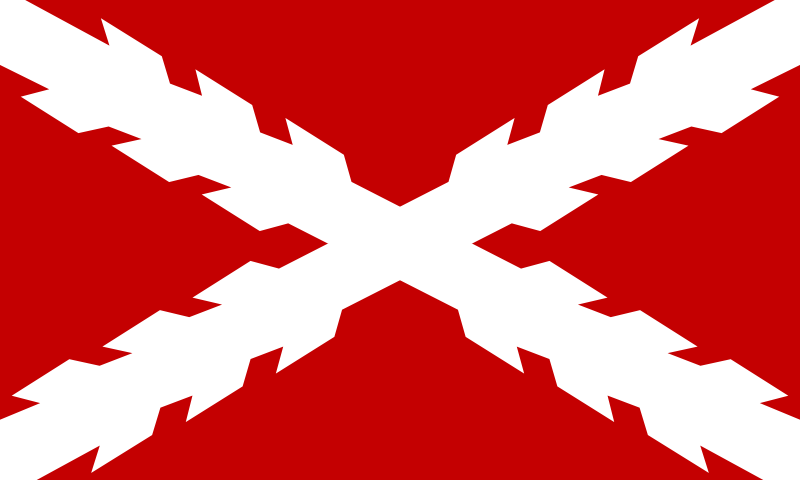
Pabellón naval de Vizcaya hasta el siglo XVIII.
Bandera de la Provincia marítima de Bilbao desde 1845.
Ikurriña confeccionada por Sabino y Luis Arana inicialmente para Vizcaya en 1894.
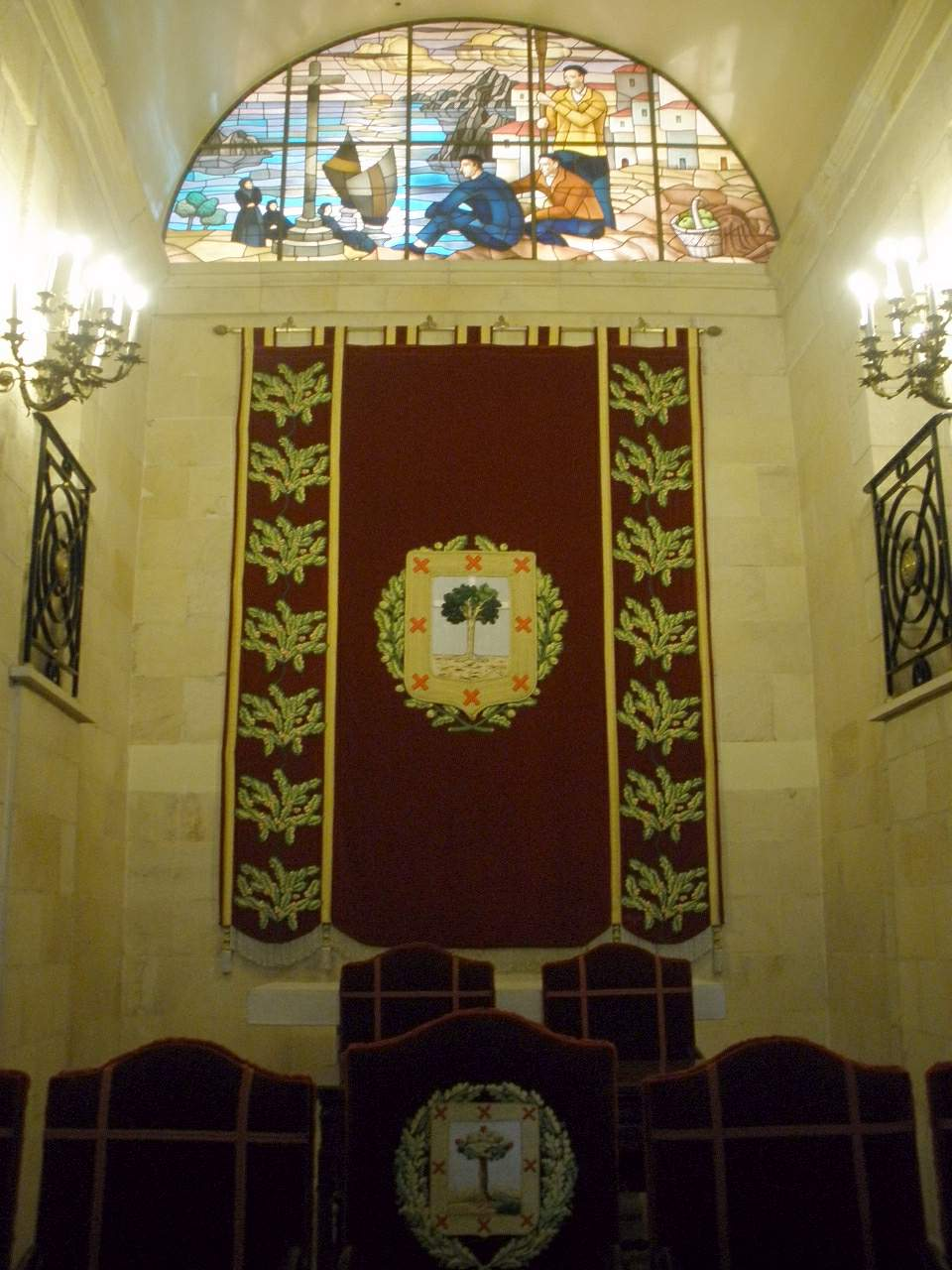
Pendón de Vizcaya colgado como repostero en la Casa de Juntas de Guernica.